# Бехеровка
Бе́херовка (чеш. Becherovka, нем. Karlsbader Becher-Bitter) — чешский травяной ликёр, производящийся в Карловых Варах.
Первоначально эту ликёрную настойку делали как желудочное лекарство. Крепость составляет 38 %.

## История напитка
Бехеровка обязана своим названием карловарскому аптекарю Йозефу Витусу Бехеру (нем. Josef Vitus Becher), который начал продавать этот напиток в 1807 году. В 1841 году его сын Йоганн Бехер открыл производство напитка на промышленной основе.
В 1890 году Густав Бехер зарегистрировал торговую марку «Йоган Бехер» в честь своего отца.
В 1945 году Чехословакия начала кампанию по национализации и депортации немецкого населения. В рамках кампании семья Бехеров была выслана из страны. Фирма была национализирована, название с «Йоганн Бехер» было изменено на «Бехеровка».
После войны государство владело производством целых 57 лет. Приватизация началась в 1997 году, но успешно завершена была только в 2001. Текущий владелец компании (почти 100 % акций) — французская компания Pernod Ricard, один из крупнейших производителей алкогольной продукции и вин.
На протяжении всей своей истории Бехеровка неоднократно получала многочисленные награды и медали на международных выставках в Париже, Вене и других городах.

## Производство
Смесь из более чем двадцати трав насыпают в мешки из натурального холста, которые погружают в ёмкости, наполненные спиртом, и оставляют там примерно на неделю. Потом экстракт перемешивают с водой и сахаром.  Описываемый напиток делается только на карловарской воде.
За всё время существования этикетка на бутылке претерпела несколько изменений, характерная же форма бутылки напитка классического рецепта остаётся неизменной. Выпускаются подарочные наборы бутылочек бехеровки 6 штук по 50 мл с дизайном этикетки различных периодов производства.

## Употребление напитка
Бехеровку наливают в стопки и подают обычно перед ужином или поздно вечером. Её пьют самостоятельно, хорошо охлажденной, а также добавляют в чай или кофе. Бехеровка является основой для множества коктейлей (в смеси с соком смородины, тоником). Многим нравится употреблять ликёр параллельно с пивом.

## Сорта напитка
- Becherovka Original — классический чешский ликёр по неизменному с 1807 года рецепту. Алкоголь — 38 %.
- Becherovka Cordial — ликёр с экстрактом липового цвета. Алкоголь — 35 %.
- Becherovka Lemond — ликёр с ароматом и вкусом цитрусовых фруктов. Алкоголь — 20 %.
- Becherovka KV 14 — красный аперитив. Алкоголь 40 %.
- Becherovka Unfiltered — нефильтрованный вариант ликера. Цвет — соломенный, на просвет — мутный (необходимо встряхивать бутылку перед каждым розливом). Алкоголь — 38 %.